# نهاش مالاباري
نهاش مالاباري (الاسم العلمي: Lutjanus malabaricus) (بالإنجليزية: Malabar blood snapper)‏ هو نوع من الأسماك يتبع جنس النهاش من الفصيلة النهاشية.